# لوالوالي (هاواي)
لوالوالي، هاواي هو أطول الأودية الساحلية الواقعة على الجانب المواجه للرياح  في أواهو، هاواي في جزيرة هاواي. يقع هذا الوادي في الجانب الغربي من سلسلة جبال ويياناي. تقع في هذا الوادي عدد من محطات الاتصالات الحكومية، منها محطة بث موجات منخفضة التردد تابعة للبحرية الأمريكية ومحطة اتصالات خفر السواحل في هونولولو.